# Roslagslåtar (musikalbum)
Roslagslåtar är ett musikalbum av Ceylon och Henry Wallin, utgivet 1972 av Mixett. De flesta låtar som brödraduon framför har de lärt sig efter sin pappa, Albin Wallin. Låtarna kommer ifrån norra roslagen och framför allt Valö socken som är Ceylon och Henrys hemtrakter. Albumet är det enda som Ceylon och Henry gav ut under eget namn. 
2002 återutgav man skivan som dubbel-CD med ytterligare outgivet material. CD 1 innehåller 28 helt nyinspelade låtar med Henry på fiol och trall. Som assistans på fyra låtar medverkar svärsonen Diego Regodón på nyckelharpa. Den andra CD:n innehåller 37 inspelningar från 1969-1984. På fyra låtar medverkar även Albin på trall men några inspelningar där han själv spelar finns inte bevarade. En del av låtarna från LP-utgåvan finns även med på denna CD.

## Låtlista

### 1972 års LP-utgåva
Alla låtar är traditionella och arrangerade av Ceylon och Henry Wallin.

#### Sida 1
1. "Polska från Valö"
2. "Polska från Lövstabruk"
3. "Polkett från Lövstabruk"
4. "Polska från Valö"
5. "Vals från Valö"
6. "Polkett från Lövstabruk"
7. "Polska från Valö"
8. "Polska från Valö"
9. "Polkett från Harg"
10. "Vals från Dannemora"

#### Sida 2
1. "Polska från Valö"
2. "Polska från Valö"
3. "Polkett från Lövstabruk"
4. "Polska från Lövstabruk"
5. "Vals från Valö"
6. "Polkett från Harg"
7. "Polska från Valö"
8. "Polkett från Lövstabruk"
9. "Polska från Gräsö"
10. "Brudmarsch från Valö"

### 2002 års CD-utgåva

#### CD 1
1. "Springvals från Hållnäs i G och D" – 2:16
2. "Polska från Skärplinge - 'Slaktar Loberg'" – 1:31
3. "Polska från Hållnäs" – 2:56
4. "Däckens vals" – 2:19
5. "Polska från Hållnäs" – 2:40
6. "Vals från Valö - 'Näverlappen'" – 1:35
7. "Polska från Valö" – 2:41
8. "Sandika-Gretas vals" – 2:18
9. "Polska från Hållnäs" – 1:37
10. "Vals från Rådmansö - 'Vildanden'" – 1:35
11. "Schottis från Harg" – 1:24
12. "Schottis från Harg" – 1:49
13. "Springvals från Valö" – 1:36
14. "Polska efter båtsman Däck" – 1:48
15. "Vals efter båtsman Däck" – 1:53
16. "Östgötavalsen" – 2:01
17. "Polska från Hållnäs" – 1:46
18. "'Skojar'n' - Danslek" – 2:19
19. "Polkett från Dannemora" – 1:48
20. "Polska från Lövstabruk" – 1:49
21. "Däckens vals i fyra vändningar" – 1:51
22. "Vals från Hållnäs" – 1:39
23. "Polska från Valö - 'Moster Anna-Stina'" – 2:27
24. "Bonden i Paradis" – 1:33
25. "Vals - 'Stadsbudsvisan" – 1:41
26. "Örbyhuspolskan" – 2:35
27. "Psalmodikonvalsen" – 1:37
28. "Springvals från Valö" – 1:52

Alla spåren spelades in på Studiobörsen, Malmö 1994.

#### CD 2
1. "Gålarmoravitens brudpolska" – 1:25
2. "Norsk schottis" – 2:49
3. "Polkett från Lövstabruk - 'Kaffepunch'" – 1:56
4. "Polska från Lövstabruk – 'Flatskutten'" – 1:53
5. "Polska från Lövstabruk – 'Flatskutten'" – 1:02
6. "Polska från Lövstabruk – 'Prästens lilla kråka...'" – 1:13
7. "Sandika-Gretas vals" – 0:57
8. "Hellgrensvalsen, Dannemora" – 1:54
9. "Springvals efter båtsman Däck" – 1:12
10. "Kolar-Kristins polkett" – 1:38
11. "Farmorspolskan - 'Käringen på svängelgrind'" – 0:21
12. "Farmorspolskan - 'Käringen på svängelgrind'" – 1:00
13. "Springvals efter Ånö-gubben" – 0:53
14. "Polkett från Lövstabruk" – 1:49
15. "Schottis från Harg" – 1:54
16. "Klampar-Axels polkett I" – 1:55
17. "Klampar-Axels polkett II" – 1:50
18. "Polska från Forsmark" – 2:32
19. "Sadelmakar-Kalles vals" – 1:37
20. "de Geers slängpolska, Lövstabruk" – 2:04
21. "Polska från Lövstabruk" – 1:40
22. "Polska från Västerbotten - 'Norrmandrillen'" – 1:53
23. "Polska från Lövstabruk" – 1:41
24. "Båtsman Däcks storpolska" – 2:34
25. "Vals från Valö" – 2:23
26. "Polkett från Lövstabruk" – 1:33
27. "Polska från Lövstabruk" – 1:39
28. "Polska från Valö - 'Vallåten'" – 1:45
29. "Polkett från Harg" – 1:10
30. "Båtsman Däck, lillpolskan" – 1:41
31. "Polska från Lövstabruk" – 1:31
32. "Polska från Lövstabruk, Tegenborg" – 2:05
33. "Springvals från Valö" – 1:18
34. "Polkett från Harg - 'Talgoxen'" – 1:14
35. "Polska från Mariebol - 'Morfarspolskan'" – 1:53
36. "'Gräsöpolskan' - Hin Håle på Gräsö" – 1:38
37. "Gålarmorasvitens brudmarsch" – 1:59

Alla spåren är inspelade mellan 1969 och 1984.
Total tid: 120:09

## Medverkande
- CD 1:
  - Henry Wallin — fiol, trall
  - Diego Regodón — nyckelharpa (7, 18, 24, 26)
- CD 2:
  - Albin Wallin — trall (5-7, 11)
  - Ceylon Wallin — nyckelharpa
  - Henry Wallin — fiol